# Amado Pérez
Amado Pérez (24 giugno 1959) è un ex calciatore paraguaiano, di ruolo attaccante.

## Carriera

### Club
Giocò nella massima serie paraguaiana e argentina.

### Nazionale
Con la Nazionale paraguaiana vinse la Copa América 1979.